# Maytenus karstenii
Maytenus karstenii är en benvedsväxtart som beskrevs av Reiss. Maytenus karstenii ingår i släktet Maytenus och familjen Celastraceae. Inga underarter finns listade.